# Le Tombeau de Chateaubriand
Pour le monument, voir Tombeau de Chateaubriand.
Le Tombeau de Chateaubriand est un poème symphonique pour orchestre composé par Louis Aubert en 1948.

## Composition
Louis Aubert compose Le Tombeau de Chateaubriand pour orchestre, en 1948 : « il n'est pas étonnant que la célébration du centenaire de la mort de Chateaubriand ait été pour Louis Aubert l'occasion d'élever un tombeau à son illustre compatriote : l'écrivain était originaire de Saint-Malo, et son orgueilleuse sépulture se dresse, conformément à son vœu, en face de la mer, dans l'îlot du Grand Bé ».

## Présentation
L'œuvre est en un seul mouvement, Agitato ( = 76) à 
. La durée d'exécution est d'environ douze minutes.
L'orchestre comprend 2 flûtes et une petite flûte, 2 hautbois et un cor anglais, 2 clarinettes en Si  et une 2 clarinette basse en Si , 2 bassons et un contrebasson, pour les pupitres des vents. Les cuivres comptent 4 cors en Fa, 3 trompettes en Ut, 3 trombones et un tuba. La percussion comprend 2 harpes et le célesta, les timbales, les cymbales et la grosse caisse. Le quintette à cordes classique est composé des premiers violons, seconds violons, altos, violoncelles et contrebasses.

## Analyse
En 1960, l'historien de la musique Paul Pittion mentionne Le Tombeau de Chateaubriand, comme une illustration de « la phrase finale des Mémoires d'outre-tombe » : 

« Je vois les reflets d'une aurore dont je ne verrai pas le lever du soleil. Il ne me reste qu'à m'asseoir au bord de ma fosse ; après quoi, je descendrai hardiment, le crucifix à la main, dans l'éternité. »

La partition de Louis Aubert, « traduction sonore magistrale de l'art de Chateaubriand », exprime ainsi « un sentiment de stoïcisme chrétien ».

## Discographie
- Louis Aubert, Offrande, Cinéma, Dryade, Feuille d'images, Le Tombeau de Chateaubriand par l'Orchestre philharmonique de Rhénanie-Palatinat, sous la direction de Leif Segerstam, Naxos Patrimoine 8.550887, Philharmonie hall de Ludwigshafen, les 9 mars et 6-7 décembre 1989 (premier enregistrement mondial).

### Ouvrages généraux
- Paul Pittion, La musique et son histoire : de Beethoven à nos jours, t. II, Paris, Éditions Ouvrières, 1960, 574 p. (BNF 33137562).

### Articles
- Vladimir Jankélévitch, Premières et Dernières Pages : Louis Aubert, Paris, Seuil, 1994 (1re éd. 1974), 318 p. (ISBN 2-02-019943-2 et 978-2-02-019943-8), p. 290-298.